# Ilič
Ilič je priimek v Sloveniji, ki ga je po podatkih Statističnega urada Republike Slovenije na dan 1. januarja 2010 uporabljalo 54 oseb.

## Znani nosilci priimka
- Branko Ilič (1969 - 2023), sociolog, ekonomist, doc. FDV
- Silvana Ilič (*1975), rokometašica